# Draba marinellii
Draba marinellii là một loài thực vật có hoa trong họ Cải. Loài này được (Pamp.) O.E.Schulz mô tả khoa học đầu tiên năm 1927.